# 박한얼
박한얼(1998년 6월 23일 ~)은 대한민국의 가수다. 2018년 디지털 싱글 앨범 [너만 몰라]로 데뷔했다.

## 학력
- 서울실용음악고등학교 보컬과 졸업

## 방송
- 청춘스타 (2022) - Top108

## 음반
- 오늘의 연애과제 OST Part.2 '반쪽' (2018)
- 너만 몰라 (2018)
- 기억도 안 나 (2018)
- 그러려니 (2018)
- 환상 (2019)
- 이래도 저래도 (2019)
- Fantasy 2021 (2021)

## 피처링
- STEELMAKER <알아봐줘> (2019)